# Imperfect Remixes
Imperfect Remixes — мини-альбом, сборник ремиксов армяно-американского певца Сержа Танкяна, выпущенный 1 марта 2011 года. Песни были взяты из вышедшего альбома Imperfect Harmonies. При создании рок-версии песни «Goodbye — Gate 21» участвовал Том Морелло из группы Rage Against the Machine. Эта версия песни также вошла в некоторые версии саундтрека к фильму «Трансформеры 3: Тёмная сторона Луны».
В альбом был включён трек «Goddamn Trigger», который не вошёл Imperfect Harmonies (но позднее стал бонус-треком к нему). Является единственной песней с альбома, которая содержит ненормативную лексику.

## Клип
Видео на песню «Goodbye — Gate 21» было выпущено 28 февраля 2011 года. В записи участвовали: Серж Танкян, Том Морелло, FFC и неизвестные девушки. В клипе показывают сцены с выступления Сержа, которые перемешиваются с кадрами девушек находящихся в различных эмоциональных состояниях. В концовке видео, одна из девушек уходит с чемоданом по длинному коридору.
Режиссёрами клипа выступили — Ара Соуджян и Джордж Тоникян.
В настоящее время клип собрал более 4 миллионов просмотров.

## Список композиций
| №                   | Название                                                  | Длительность |
| ------------------- | --------------------------------------------------------- | ------------ |
| 1.                  | «Goodbye – Gate 21» (Rock Remix, при участииТома Морелло) | 3:41         |
| 2.                  | «Reconstructive Demonstrations» (Rock Remix)              | 4:06         |
| 3.                  | «Invisible Love – Deserving?» (Electro Remix)             | 4:22         |
| 4.                  | «Goddamn Trigger»                                         | 3:20         |
| Общая длительность: | Общая длительность:                                       | 15:29        |